# 傑洛姆和傑瑞麥·瓦勒斯卡
傑洛姆與傑瑞麥·瓦勒斯卡（英語：Jerome and Jeremiah Valeska）為在福斯電視劇《萬惡高譚市》登場的虛構角色，由布魯諾·海勒開發並改編自由DC漫畫出版的蝙蝠俠漫畫。由於不能直接使用蝙蝠俠的大敵人小丑，影集使用的是其先驅者，或「原始小丑」(由卡梅隆·莫納漢飾演)，以創作該超級反派的文化血統。兄弟倆各自具有小丑的不同特質，使得兩個角色接著成為影集的虛構宇宙中小丑一角的起源故事。
傑洛姆是名虛無主義的邪教領袖，在高譚市散播混亂失序直到他死亡；而傑瑞麥則是被刻劃為一名更加著魔且更精於算計的犯罪首腦。兩個角色皆在影集中率領了一群狂熱且跟隨他們的理想的跟隨者。進化後的傑瑞麥，被稱作「J」，在設定於10年後的劇終集中作為更加恐怖的瓦勒斯卡雙胞胎的融合出現。影集主創依舊對傑瑞麥是否真正成為小丑或是他啟發了另外一個角色這件事刻意保持模稜兩可。 

## 早期概念
在影集最早期，《萬惡高譚市》原先打算避開蝙蝠俠漫畫的超級英雄成分，而是更專注於讓其被限定為一齣聚焦於 詹姆斯·高登並講述高譚市居民在他們的扮裝身份出現前的起源故事的犯罪戲劇。雖然如此，在影集早期，執行製作人布魯諾·海勒原先不想靠近蝙蝠俠的大敵人小丑的背景故事，直到影集播出一陣子之後在他們對自己感覺有自信的某個時間點)才決定創作。 因為主創認為小丑不應該超越蝙蝠俠，其中一個早期的想法是在第一季放入可能會成為超級反派的小角色。 這第一次發生是試播集中一名喜劇演員角色的客串出現。之後數季，海勒改變主意並決定要更加直接地接近角色，因為美國觀眾不想等待。

## 角色開發
因意識到潛在的版權限制，影集主創認為在小丑之前一定有角色們啟發了他最後的個性。海勒解釋道，在影集的播放期間，「人們將會看到某種文化舉止被創造出來......那些角色們在逐步創造自身時必定有傳統上的先驅者或是先祖存在。」，他認為小丑並不是自行從無生有，而他的起源應該要比一個掉入化學池的普通人(一個在漫畫中循環使用的解釋)更加有趣。然而，他們決定要演繹一個秘密歷史及哲學先祖，而海勒認為其與 耶穌基督與艾維斯·普里斯萊相似。 小丑一角的先驅者們會被認知為「原始小丑」。
第一個原始小丑，一個名叫傑洛姆·瓦勒斯卡的角色在第一季的集數〈盲人算命先生〉登場，由卡梅隆·莫納漢飾演。傑洛姆的母親是無政府主義且患有精神病的馬戲表演者萊拉·瓦勒斯卡，他因為對她感到厭惡而謀殺了她。他一開始打算毀滅蹤跡，但最後在向高譚警局坦白自己的罪行時爆出笑聲。他接著被送入阿卡漢瘋人院。此角色在第二季開頭回歸，他在腐敗的政客西奧·蓋勒文的指導下率領了一群從阿卡漢逃獄的罪犯在城市散播恐懼，以讓其順利當上市長。再他的恐怖統治期間，他殺死了高譚警局警監莎拉·埃森與他的親生父親。傑洛姆在第三集遭殺害死亡，而許多角色觀察了他的舉止並跟隨他的腳步。主創們並不想要等到季終集才殺死傑洛姆，因為海勒覺得觀眾會因為相信傑洛姆就是小丑而做出負面回應。傑洛姆死後，主創們揭曉他們正在思考一名小丑的女性先驅者。該名叫做 潔莉的角色（由蘿莉·派蒂飾演）在集數〈報仇雪恨〉出現， 經營一家為傑洛姆的跟隨者提供餐飲的夜店。這是她在影集中唯一一次出現。
傑洛姆的笑聲短暫地被插入第二季季終集，作為保留小丑出新的威脅並作為第三季的前導。根據執行製作人肯·伍卓夫表示，第三季除了更加詳述該角色的神話，而且「可能不是小丑的角色」可能成為「我們認識的小丑的混合體」。在三集的故事線中，第三季描述傑洛姆的跟隨者組成了一個邪教企圖讓他復活(而他們也做到了) ，為第四季鋪路。 傑洛姆在第四季扮演了更大的角色，被執行製作人布萊恩·溫布蘭特描述為第四季後半的主要反派。莫納漢在該季開始播放時提出了一條故事線，但被主創們否決但從中汲取靈感。 在故事線開始時，傑洛姆再度逃獄並集結了一個超級反派團隊並在高譚市中散播混亂。傑洛姆第二度被殺死，但不久後第二個原始小丑——傑洛姆一模一樣的雙胞胎兄弟傑瑞麥·瓦勒斯卡被引入劇中。傑瑞麥是一名協助高登阻止他的兄弟的結構技師。然而，他被傑洛姆開發的化學藥劑噴灑後成為了反派。讓他經歷了類似小丑的轉變過程。
由於傑洛姆與傑瑞麥並不被認為是小丑本人，主創約翰·史蒂芬斯解釋說他們覺得他們已經讓傑洛姆走得夠遠了，而他們希望能發展出包含小丑的其他面向的另一角色 。與他無政府主義的兄弟相比，史蒂芬斯認為傑瑞麥是個像漢尼拔·萊克特一樣，更加安靜的神經病。 主創們提取小丑的不同角色特質並進行解構，使得每個獨立的先驅者代表小丑的不同面向。溫布蘭接著補充：「小丑是如此經典，我覺得為我們永遠無法到達他的境界，」因為莫納漢在某種程度上個人化了傑洛姆，「讓他非常興奮的是他不是小丑，他是傑洛姆。」 影集接著遭到取消，只續訂了被縮減長度的最終季。傑瑞麥作為常設角色回歸，作為 布魯斯·韋恩的敵手出現。在與韋恩的正面交鋒下，他不慎墜入化學池中，造成他接著經歷了另外一次轉變，讓他的精神改變成莫納漢所描述的「第三個角色」。然而，雖然傑瑞麥進化了，但他依舊沒有成為小丑，史蒂芬斯描述他成為了「傑洛姆與傑瑞麥的混合，我覺得觀眾看到他會說『如果這不是小丑，那裡面肯定是小丑的起源』」。 雖然他被認為最終會啟發另外一個角色成為小丑，主創們意圖讓劇終集對傑瑞麥是否成為小丑保持模稜兩可的開放式結尾。

## 角色塑造

### 傑洛姆
傑洛姆是個虛無主義的無政府主義者，與小丑具有許多共同點。當莫納漢在〈盲人算命先生〉被選來飾演傑洛姆時，他避免從許多曾在不同的蝙蝠俠電影中扮演小丑的演員們那裡吸取靈感。然而，他將馬克·漢米爾的配音表演作為靈感使用，另外也閱讀了許多收錄小丑一角的漫畫來為他的角色做準備。在西奧·蓋勒文將他從阿卡漢劫獄出來後，他成為了傑洛姆的導師還有父親角色，形塑他將世界看成表演舞台的邪惡觀點。這讓傑洛姆不再限制自己犯下與以前相同規模的犯罪。影集的一個循環主題是小丑的理想如何像病毒般散播到許多角色身上，執行製作人丹尼·卡農將其描述為「布魯斯·韋恩的對立面，某個只想著破壞的人...而那可以是任何人。」。在第四季集數〈這才叫娛樂〉傑洛姆墜下樓死亡前，他警告吉姆·高登將會有其他人跟隨他的腳步。

### 傑瑞麥
與他暴力且果敢的兄弟相比，傑瑞麥被刻劃為一名更加井井有條且精於算計的犯罪首腦。莫納漢將傑洛姆描述為「電鋸」，而傑瑞麥則是「手術刀」。傑瑞麥就如同他的兄弟一樣瘋狂，但他則是用冷靜的方式顯露。他著迷於未來的蝙蝠俠，布魯斯·韋恩，將其視為兄弟而排斥傑洛姆。在傑瑞麥成功在第四季時將高譚變成一個被隔絕的無人地帶後，最終第五季的傑瑞麥變得更加精神失常。他被還留在高譚市的角色們視為惡鬼般的存在，而他陶醉於他的惡名中，但對於他嘗試與布魯斯產生聯繫發生失敗感到不滿。 在集數〈艾斯化工廠〉，他得出布魯斯是被他雙親死亡的創傷所定義的人的結論，因此他創造了冒牌韋恩夫婦讓布魯斯重新經歷創傷，讓他們能夠以敵人的身份產生聯繫，但他的計劃最終失敗了。傑瑞麥拒絕被認定為失去理智，他相信自己因為他比他的兄弟還要更加井然有序且聰明。因為傑瑞麥並不認為自己是邪惡的，莫納漢認為他無可救藥。他在第五季顯得更加賣弄自己，而莫納漢則是從大衛·鮑伊及提姆·柯瑞那裡作為他表演的靈感來源。
傑瑞麥的另一個小丑特質是他有一個裝扮得像小丑的女性共犯，與蝙蝠俠角色哈莉·奎茵類似但不相同。 艾可是傑瑞麥具有精神病且非常獻身的女打手，以及在高譚與世界隔絕後所出現崇拜他的邪教的領袖。她同樣製造炸彈讓自己跟傑瑞麥能夠恐嚇整座城市。傑瑞麥最終在她失去用處後殺死艾可，有些劇評認為這可能為本影集的宇宙中的哈莉·奎茵鋪路。
傑瑞麥在劇終集的最終轉變是合併了所有在劇中出現的小丑特質，另外增加了一點自己的個性。根據史蒂芬斯所言，「當你看著小丑並切下某些角色特質，某些我們給了傑洛姆，有些給了傑瑞麥。但還有些我們未曾使用的剩餘角色特質。對我來說，這些特質尤其是恐怖以及驚駭。」，他比傑洛姆跟從前自己還要恐怖，而史蒂芬斯早將他描述為一個「夢魘」。他比他的先驅者們還要瘋狂，而且他掙扎著回想他在掉入化學池之前的哪些記憶才是真的。他對布魯斯的著迷變得更加根深蒂固，甚至裝作昏迷整整10年等他從外地回來高譚。

## 另見
- 萬惡高譚市角色列表
- 其他媒體中的小丑
- 小丑 (角色)